# Алмейда, Жерману
Жерману Алмейда (порт. Germano Almeida; 1945) — писатель и юрист из африканского государства Кабо-Верде.

## Биография
Родился на острове Боавишта, изучал право в Лиссабоне, в настоящее время живёт в Минделу, имея собственную адвокатскую практику и занимаясь в свободное время написанием романов, основав в 1989 году собственное издательство порт. Ilhéu Editora и выпустив с этого времени 13 книг.
Его произведения переведены на многие языки мира; многие из них написаны в жанре сатиры и чёрного юмора и высмеивают реалии полудиктаторского однопартийного режима Кабо-Верде после получения независимости от Португалии.
Литературную известность получил в 1989 году после выхода в свет романа «Завещание сеньора Напумосену да Силва Араужу»